# 羅伊·哈羅德
亨利·羅伊·福比士·哈羅德爵士（英語：Henry Roy Forbes Harrod，1900年2月13日—1987年3月8日），又譯為洛伊·哈羅德，生於英國英格蘭倫敦，經濟學家，屬於凱恩斯學派，曾提出哈罗德-多马模型。

## 生平
1914年，進入西敏公學。1918年，哈羅德志願從軍，加入炮兵，參與第一次世界大戰。隨著戰爭結束，1919年，哈羅德就讀於牛津大学新学院。1921年，完成古典文學（Literae Humaniores）本科教育。1922年，在牛津大學完成現代史課程。同時，他也在劍橋大學國王學院修習課程，在此認識凱恩斯。
取得學位後，他在牛津大学基督教堂学院擔任經濟學與現代史研究員，1929年開始擔任經濟學講師。1938年至1947年間，以及1954年至1958年間，他也在牛津大學納菲爾德學院擔任研究員。這段時間，他與约翰·梅纳德·凯恩斯之間保持著交流，成為凱恩斯主義最早的推廣者與壂基者之一。
第二次世界大戰期間，他加入溫斯頓·邱吉爾組織的S-branch，在英國海軍本部之下的統計單位。
1945年，代表自由黨出馬競選下議院議員。1945年至1961年間，擔任《經濟學雜誌》主編。
1946年，约翰·梅纳德·凯恩斯過世。同年，羅伊·哈羅德回到牛津大學擔任經濟學教授。1951年，他為约翰·梅纳德·凯恩斯寫作傳記，出版《約翰·梅納德·凱恩斯的一生》（The Life of John Maynard Keynes）。
1959年，獲得爵士（Sir）的頭銜。
1962年至1964年間，擔任英國皇家經濟學會會長。
1967年退休，移居諾福克郡。

## 理論貢獻
1935年，在《就业、利息和货币通论》出版前，约翰·梅纳德·凯恩斯將手稿送給羅伊·哈羅德進行審閱，請他提出修正意見。
1936年，《就业、利息和货币通论》正式出版。在牛津大學經濟學會議上，羅伊·哈羅德，约翰·希克斯和詹姆斯·米德分別為凯恩斯在《就业、利息和货币通论》中提出的經濟學理論，各自提交了一份數學模型論文。經由约翰·希克斯整理後，形成IS-LM模型。
1939年，他發表《動態理論論文》（An Essay in Dynamic Theory），以凱恩斯理論為基礎，建立了經濟成長的數理模型。在1946年，埃弗塞·多马獨立提出相同的模型後，學者將此模型稱為哈罗德-多马模型。
同年，他出版教科書《國際經濟學》（International economics），極受歡迎，直到1973年，共發行五版，是國際經濟學發展的早期先驅。他在這本書中，首次描敍了巴拉薩-薩繆爾森效應。
1930年代，他描述了不完全競爭的現象，是不完全競爭理論的先驅。
有些經濟思想史學者認為，羅伊·哈羅德是第一個提出內生貨幣（Endogenous money）理論的凱恩斯學派學者。1969年，他出版《金錢》（Money），仔細描述了金錢在銀行體系中運作的情形。
在經濟學之外，他在1956年出版《歸納法邏輯基礎》（Foundations of Inductive Logic），討論了歸納法的邏輯原理。

## 著作
- "Doctrines of Imperfect Competition," Quarterly Journal of Economics 48 (May 1934), 442–470.
- "The expansion of Credit in an Advancing Community", Economica NS 1 (August 1934), 287–299.
- The Trade Cycle (Oxford: Clarendon Press, 1936).
- "Utilitarianism Revised," Mind 45 (April 1936), 137–156.
- "Mr. Keynes and Traditional Theory," Econometrica NS 5 (January 1937), 74–86.
- "Scope and Method of Economics," Economic Journal 48 (Sept. 1938), 383–412.
- "An Essay in Dynamic Theory," Economic Journal 49 (March 1939), 14–33.
- International economics (London: Nisbet, and Cambridge: Cambridge University Press; New York: Harcourt and Brace). Five editions from 1939 to 1973.
- Towards a Dynamic Economics (London: Macmillan, 1948)
- 约翰·梅纳德·凯恩斯的一生 The Life of John Maynard Keynes (London: Macmillan, 1951)
- "Economic Essays" (London: Macmillan, 1952)
- Foundations of Inductive Logic (1956).
- The Prof: A Personal Memoir of Lord Cherwell (London, Macmillan, 1959)
- "Domar and Dynamic Economics," Economic Journal 69 (September 1959), 451–464.
- "Second Essay in Dynamic Theory," Economic Journal 70 (June 1960), 277–293.
- "Themes in Dynamic Theory," Economic Journal 73 (September 1963), 401–421.
- Sociology, Morals and Mystery, (London: Macmillan, 1970).
- Economic Dynamics (London: Macmillan, 1973).
- The Interwar Correspondence of Roy Harrod (Cheltenham: Elgar, 2003).

## 外部連結
- .   [2014-08-19]. （原始内容存档于2008-04-29）.
- The Roy Harrod Page
- . The Concise Encyclopedia of Economics. Library of Economics and Liberty 2nd (Liberty Fund). 2008  [2014-08-19]. （原始内容存档于2021-02-04）.